# 存慶
存慶（1861年—？），字吉士，号冠英，一号振先，江宁驻防滿洲鑲紅旗人，世袭云骑尉，清朝政治人物、進士出身。
光緒戊子科江南乡试第一百二十名举人，庚寅第六名贡士，壬辰殿试二甲一百一十名进士。同年五月，以主事分部学习。